# Cyathea robinsonii
Cyathea robinsonii är en ormbunkeart som beskrevs av Edwin Bingham Copeland. Cyathea robinsonii ingår i släktet Cyathea och familjen Cyatheaceae. Inga underarter finns listade.